# Francine Mathews
Pour les articles homonymes, voir Mathews et Barron.
Francine Mathews, née le 23 mai 1963 à Binghamton, dans l'État de New York, est un écrivain américain, auteur de romans policiers, parmi lesquels on compte des romans policiers historiques sous le nom de plume de Stephanie Barron. Elle figure dans Great Women Mystery Writers, l'ouvrage d'Elizabeth Blakesley Lindsay consacré aux plus grandes femmes écrivains de romans de mystère.

## Biographie
Elle est la benjamine d'une famille de six filles et a grandi à Washington D.C.. Après être passée par la Georgetown Visitation Preparatory School, elle obtient un diplôme d'histoire européenne à l'université de Princeton. Elle passe ensuite trois ans à l'Université Stanford pour obtenir son doctorat d'histoire, puis travaille comme analyste à la CIA, notamment sur l'affaire du Vol 103 Pan Am. Après avoir écrit son premier ouvrage en 1992, elle quitte l'agence et se consacre à l'écriture, se spécialisant dans les romans policiers. 
Sous le pseudonyme de Stephanie Barron, elle signe des romans policiers historiques qui ont pour héroïne la romancière Jane Austen.
Elle vit à Denver aux États-Unis.

## Œuvres

### Romans signés Francine Mathews

#### SérieMerry Folger
- Death in the Off Season (1994)
- Death in Rough Water (1995)
- Death in a Mood Indigo (1997)
- Death in a Cold Hard Light (1998)
- Death on Nantucket (2017)
- Death on Tuckernuck (2020)
- Death on a Winter Stroll (2022)

#### SérieCaroline Carmichael
- The Cut Out (2001) Publié en français sous le titre Cut Out, Paris, Éditions Encre de nuit, coll. Blême, 2003  (ISBN 2-84860-009-8)
- Blown (2005) Publié en français sous le titre Mourir une dernière fois, Paris, Éditions B. Pascuito, coll. Blême, 2006  (ISBN 2-35085-012-9)

#### Autres romans
- The Secret Agent (2002) Publié en français sous le titre Le Roi de la soie, Paris, Éditions Encre de nuit, coll. Noire, 2006  (ISBN 978-2-84860-022-2)
- The Alibi Club (2006) Publié en français sous le titre Alibi Club, Boulogne-Billancourt, Éditions du Toucan, coll. Toucan noir, 2010  (ISBN 978-2-8100-0360-0) ; réédition, Boulogne-Billancourt, Éditions du Toucan, coll. Toucan noir - poche, 2012  (ISBN 978-2-8100-0487-4)
- Jack 1939 (2012)
- Too Bad To Die (2015)

### Romans signés Stephanie Barron

#### SérieJane Austen
- Jane and the Unpleasantness at Scargrave Manor (1996) Publié en français sous le titre Jane Austen à Scargrave Manor, Paris, Librairie des Champs-Élysées, coll. « Labyrinthes » no 32, 1998  (ISBN 2-7024-9561-3)
- Jane and the Man of the Cloth (1997) Publié en français sous le titre Jane Austen et le Révérend, Paris, Librairie des Champs-Élysées, coll. « Labyrinthes » no 4, 1997  (ISBN 2-7024-9553-2)
- Jane and the Wandering Eye (1998) Publié en français sous le titre Jane Austen et l'Arlequin, Paris, Editions du Masque, coll. « Labyrinthes » no 79, 2000  (ISBN 2-7024-9606-7)
- Jane and the Genius of the Place (1999) Publié en français sous le titre Jane Austen à Canterbury, Paris, Éditions du Masque, 2001  (ISBN 2-7024-9712-8) ; réédition, Paris, Éditions du Masque, coll. « Labyrinthes » no 107, 2003  (ISBN 2-7024-9745-4)
- Jane and the Stillroom Maid (2000) Publié en français sous le titre Jane Austen et la Sorcière de Derbyshire, Paris, Editions du Masque, 2003  (ISBN 2-7024-3214-X)
- Jane and the Prisoner of Wool House (2001) Publié en français sous le titre Jane Austen et le Prisonnier de Wool House, Paris, Editions du Masque, coll. « Labyrinthes » no 144, 2006  (ISBN 2-7024-3187-9)
- Jane and the Ghosts of Netley (2003) Publié en français sous le titre Jane Austen et le Fantôme de Netley, Paris, Editions du Masque, coll. « Labyrinthes » no 155, 2007  (ISBN 978-2-7024-3160-3)
- Jane and His Lordship's Legacy (2005) Publié en français sous le titre Jane Austen et l'Héritage du comte, Paris, Editions du Masque, coll. « Labyrinthes » no 165, 2008  (ISBN 978-2-7024-3161-0)
- Jane and the Barque of Frailty (2006)
- Jane and the Madness of Lord Byron (2010)
- Jane and the Canterbury Tale (2011)
- Jane and the Twelve Days of Christmas (2014)
- Jane and the Waterloo Map (2016)
- Jane and the Year Without a Summer (2022)
- Jane and the Final Mystery (2023)

#### Autres romans
- A Flaw in the Blood (2008)
- The White Garden (2009) Publié en français sous le titre Le Jardin blanc, Paris, Nil, 2013  (ISBN 978-2-84111-544-0)
- That Churchill Woman (2019)